# Haemonides candida
Haemonides candida is een vlinder uit de familie Castniidae. De wetenschappelijke naam van de soort werd, als Castnia candida, in 1917 gepubliceerd door Constant Vincent Houlbert.
De soort komt voor in het Neotropisch gebied.

## Ondersoorten
- Haemonides candida candida
- Haemonides candida houlbertina Lamas, 1995
  - = Castnia cronis Strand, 1913 non Castnia cronis (Cramer, 1775)
  - = Castnia strandi Houlbert, 1917 non Castnia strandi Niepelt, 1914